# Liparopsis formosana
Liparopsis formosana är en fjärilsart som beskrevs av Alfred Ernest Wileman 1914. Liparopsis formosana ingår i släktet Liparopsis och familjen tandspinnare. Inga underarter finns listade i Catalogue of Life.